# 八東駅
八東駅（はっとうえき）は、鳥取県八頭郡八頭町才代字中ソガメにある、若桜鉄道若桜線の駅。

## 歴史
- 1930年（昭和5年）12月1日：国鉄若桜線の隼駅 - 若桜駅間延伸により開業[1][2]。旅客・貨物の取扱を開始[1]。
- 1974年（昭和49年）
  - 10月1日：貨物取扱を廃止[1]。
  - 11月1日：荷物扱い廃止[3]。駅員無配置駅となる[4]。
- 1987年（昭和62年）
  - 4月1日：国鉄分割民営化により、西日本旅客鉄道の駅となる[1]。
  - 10月14日：若桜線の第三セクター転換により、若桜鉄道の駅となる[1]。
- 2008年（平成20年）7月23日：国の登録有形文化財に登録される[5][6]。
- 2020年（令和2年）3月14日：2面2線へ拡張[7]。

## 駅構造
相対式ホーム2面2線を有し、列車交換が可能な地上駅。ホームから坂を下った所に木造の駅舎がある。駅舎がある線路南側ののりばが1番線ホーム、線路北側ののりばが2番線ホームとなっている。1番線ホーム上には木造の待合所がある。駅舎および1番線ホームと2番線ホームの行き来には構内踏切を通る必要がある。
2020年（令和2年）3月14日のダイヤ改正を機に列車交換設備を設置し、2面2線の相対式ホームとなった。
かつて駅舎の事務室部分は山岡電機の八東工場となっており、簡易委託駅として同社が乗車券の販売を受託していた。
2015年（平成27年）7月、山岡電機の撤退後空室となっていた事務室に喫茶店「ひとやすみ」がオープンした。
喫茶店の閉店後、2017年（平成29年）4月からは地域住民による乗車券の受託販売や駅舎の管理が行われており、事務室は管理人室として利用されている。
なお駅舎の東隣には男女別の水洗式便所が設置されている。
駅本屋および1番線プラットホームは1930年（昭和5年）の建築であり、2008年（平成20年）には国の登録有形文化財に登録された。

### のりば
| 番線 | 路線    | 方向 | 行先           |
| ---- | ------- | ---- | -------------- |
| 1    | ■若桜線 | 上り | 鳥取・郡家方面 |
| 2    | ■若桜線 | 下り | 若桜方面       |

### 旧貨物ホーム
1番線ホーム南側には旧貨物ホームが残存しており、若桜線SL遺産保存会によりかつて当駅が貨物輸送の拠点駅だったことを再現する復元活動が進められている。
2010年（平成22年）に土砂に埋没していた引込線跡地が整備され、レールの再敷設が行われた。
2011年（平成23年）にはワフ35000形有蓋緩急車（ワフ35597）が搬入された。同車は廃車後長らく宇都宮貨物ターミナル駅に放置されていたが、若桜線SL遺産保存会が地域活性化や貨物ホーム復元活動の一環のため購入したものである。同車の修復作業が完成した2014年（平成26年）には貨車の説明看板が設置され、あわせて「八東駅貨物ホーム和富（ワフ）祭」が開催された。また、同年に貨物ホーム上の荷物の仮置場となる建屋（貨物上屋）も復元された。
2022年（令和4年）3月には、2020年3月に閉園した加悦SL広場から富士重工業製TMC100BS形排雪モーターカーが搬入された。

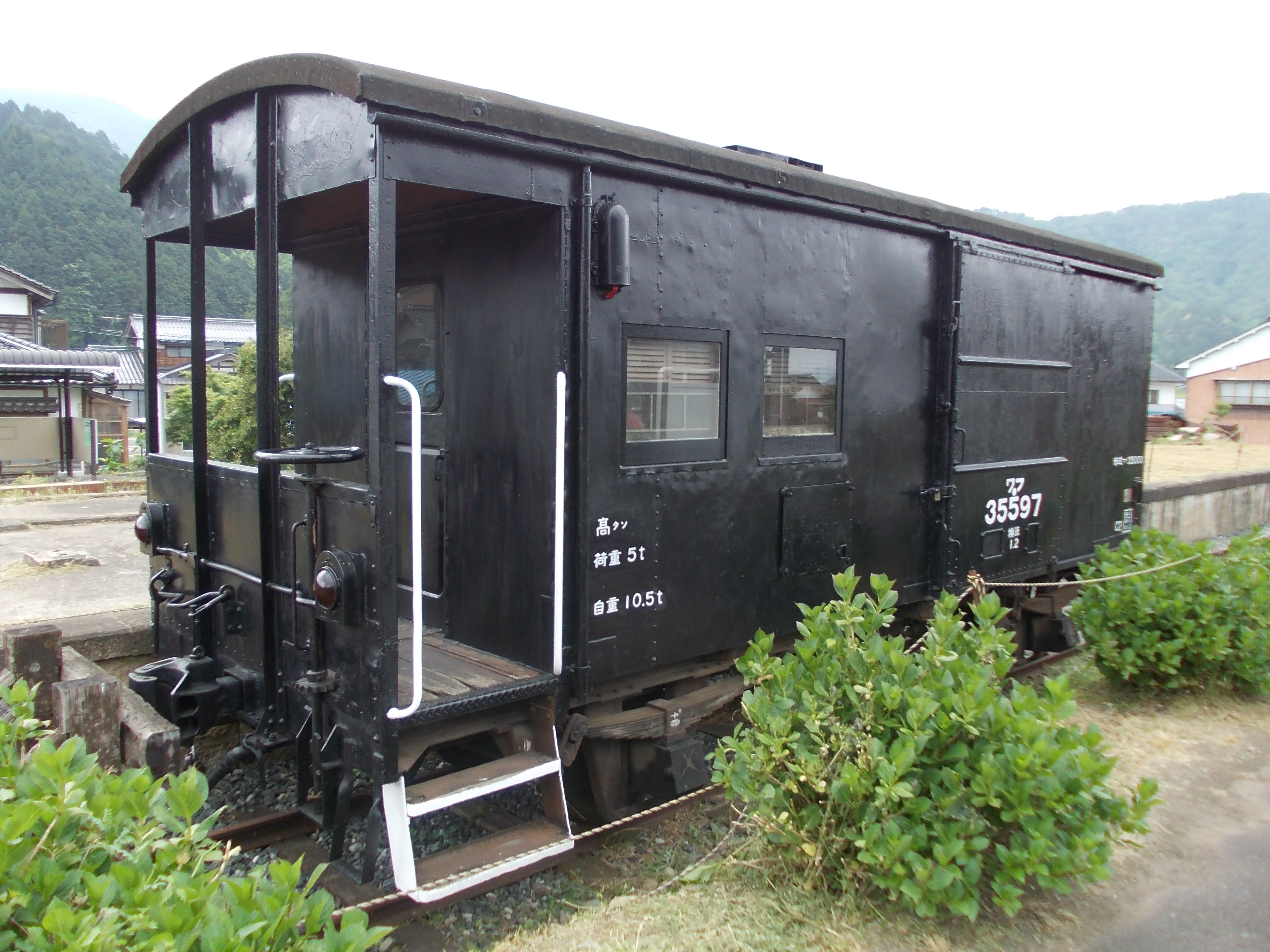
ワフ35597
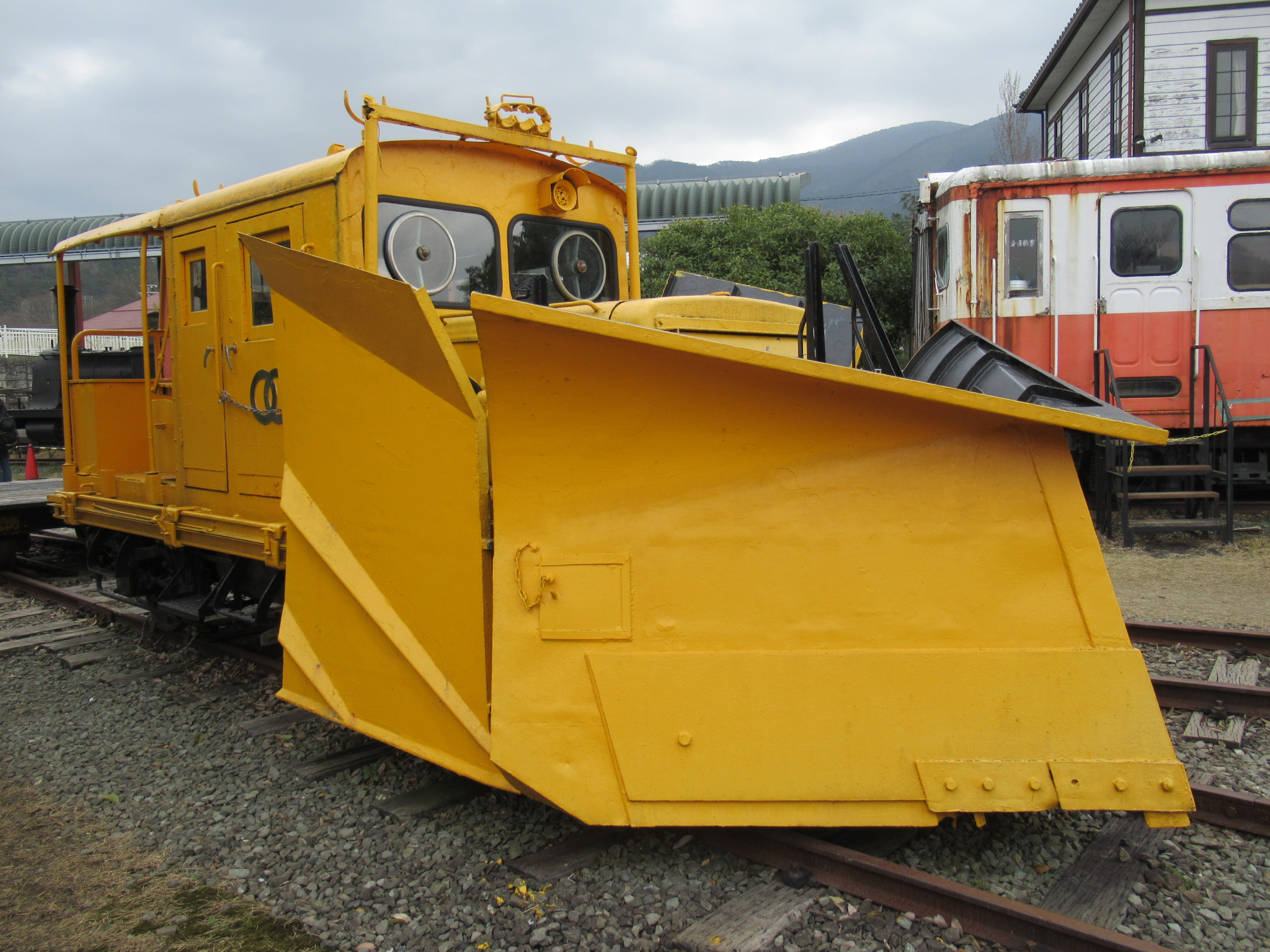
TMC100BS（加悦SL広場展示当時）

## 利用状況
1日の平均乗降人員は以下の通りである。
| 乗降人員推移 | 乗降人員推移 |
| 年度         | 1日平均人数  |
| ------------ | ------------ |
| 2011年       | 103          |
| 2012年       | 81           |
| 2013年       | 93           |
| 2014年       | 70           |
| 2015年       | 71           |
| 2016年       | 70           |
| 2017年       | 66           |
| 2018年       | 60           |

## 駅周辺
- 八東郵便局
- 八頭町立八東小学校
- 国道29号
- 国道482号
- 鳥取県道153号才代船岡線
- 鳥取県道175号八東停車場線
- 鳥取県道6号津山智頭八東線
- 八東川

## 隣の駅
若桜鉄道
■若桜線
安部駅 - 八東駅 - 徳丸駅